# Boksning under sommer-OL 2016 – Fluevægt (herrer)
Mændenes flyvægtsklasse i boksning under sommer-OL 2016 i Rio de Janeiro fandt sted i perioden 13. til 21. august 2016 i Riocentro.

## Tidsoversigt
Alle er brasiliansk tid (UTC−3).
| Dato                   | Tid           | Runde        |
| ---------------------- | ------------- | ------------ |
| Lørdag 13. august 2016 | 11:00 & 17:00 | Runde af 32  |
| Mandag 15. august 2016 | 11:30 & 17:30 | Runde af 16  |
| Onsdag 17. august 2016 | 15:30         | Kvartfinaler |
| Fredag 19. august 2016 | 14:00         | Semifinaler  |
| Søndag 21. august 2016 | 14:15         | Finale       |